# Björnshultasjön
Björnshultasjön är en sjö i Eksjö kommun i Småland och ingår i Emåns huvudavrinningsområde. Sjön är 7 meter djup, har en yta på 0,303 kvadratkilometer och är belägen 233,1 meter över havet. Sjön avvattnas av vattendraget Björnshultabäcken.

## Delavrinningsområde
Björnshultasjön ingår i det delavrinningsområde (638503-145889) som SMHI kallar för Mynnar i Solgen. Avrinningsområdets medelhöjd är 230 meter över havet och ytan är 17,95 kvadratkilometer. Det finns inga delavrinningsområden uppströms utan avrinningsområdet är högsta punkten. Björnshultabäcken som avvattnar avrinningsområdet har biflödesordning 2, vilket innebär att vattnet flödar genom totalt 2 vattendrag innan det når havet efter 174 kilometer. Delavrinningsområdet består mestadels av skog (70 procent) och jordbruk (19 procent). Avrinningsområdet har 0,45 kvadratkilometer vattenytor vilket ger det en sjöprocent på 2,5 procent.